# 59. BAFTA-gála
A 59. BAFTA-gálát 2006. február 19-én tartotta a Brit film- és televíziós akadémia, melynek keretében a 2005. év legjobb filmjeit és alkotóit díjazta.

## Díjazottak és jelöltek
(a díjazottak félkövérrel vannak jelölve)

### Legjobb színész
Philip Seymour Hoffman – Capote
- Ralph Fiennes – Az elszánt diplomata
- Heath Ledger – Brokeback Mountain – Túl a barátságon
- Joaquin Phoenix – A nyughatatlan
- David Strathairn – Jó estét, jó szerencsét!

### Legjobb színésznő
Reese Witherspoon – A nyughatatlan
- Judi Dench – Mrs. Henderson bemutatja
- Charlize Theron – Kőkemény Minnesota
- Rachel Weisz – Az elszánt diplomata
- Ziyi Zhang – Egy gésa emlékiratai

### Legjobb operatőri munka
Az elszánt diplomata – Claire Simpson
- Brokeback Mountain – Túl a barátságon – Geraldine Peroni, Dylan Tichenor
- Ütközések – Hughes Winborne
- Jó estét, jó szerencsét! – Stephen Mirrione
- Pingvinek vándorlása – Sabine Emiliani

### Legjobb jelmez
Egy gésa emlékiratai – Colleen Atwood
- Charlie és a csokigyár – Gabriella Pescucci
- Az oroszlán, a boszorkány és a ruhásszekrény – Isis Mussenden
- Mrs. Henderson bemutatja – Sandy Powell
- Büszkeség és balítélet – Jacqueline Durran

### Legjobb rendező
Ang Lee – Brokeback Mountain – Túl a barátságon
- George Clooney – Jó estét, jó szerencsét!
- Paul Haggis – Ütközések
- Fernando Meirelles – Az elszánt diplomata
- Bennett Miller – Capote

### Legjobb vágás
Az elszánt diplomata – Claire Simpson
- Brokeback Mountain – Túl a barátságon – Geraldine Peroni, Dylan Tichenor
- Ütközések – Hughes Winborne
- Jó estét, jó szerencsét! – Stephen Mirrione
- Pingvinek vándorlása – Sabine Emiliani

### Legjobb film
Brokeback Mountain – Túl a barátságon
- Capote
- Ütközések
- Az elszánt diplomata
- Jó estét, jó szerencsét!

### Alexander Korda-díj az év kiemelkedő brit filmjének
Wallace & Gromit: Az elvetemült veteménylény
- Bikatöke
- Az elszánt diplomata
- Festival
- Büszkeség és balítélet

### Legjobb nem angol nyelvű film
Halálos szívdobbanás (De battre mon cœur s'est arrêté) • Franciaország
- A nagy utazás (Le grand voyage) • Franciaország
- Fegyverszünet karácsonyra (Joyeux Noël) • Franciaország
- A pofonok földje (Gōngfu) • Hongkong
- Tsotsi • Dél-Afrika

### Legjobb smink
Az oroszlán, a boszorkány és a ruhásszekrény – Howard Berger, Gregory Nicotero, Nikki Gooley
- Charlie és a csokigyár – Peter Owen, Ivana Primorac
- Harry Potter és a Tűz Serlege – Nick Dudman, Amanda Knight, Eithné Fennell
- Egy gésa emlékiratai – Noriko Watanabe, Kate Biscoe, Lyndell Quiyou, Kelvin R Trahan
- Büszkeség és balítélete – Fae Hammond

### Legjobb filmzene (Anthony Asquith-díj a legjobb filmzenének)
Egy gésa emlékiratai – John Williams
- Brokeback Mountain – Túl a barátságon – Gustavo Santaolalla
- Az elszánt diplomata – Alberto Iglesias
- Mrs. Henderson bemutatja – George Fenton
- A nyughatatlan – T-Bone Burnett

### Legjobb díszlet
Harry Potter és a Tűz Serlege – Stuart Craig
- Batman: Kezdődik! – Nathan Crowley
- Charlie és a csokigyár – Alex McDowell
- King Kong – Grant Major
- Egy gésa emlékiratai – John Myhre

### Legjobb adaptált forgatókönyv
Brokeback Mountain – Túl a barátságon – Diana Ossana, Larry McMurtry
- Capote – Dan Futterman
- Az elszánt diplomata – Jeffrey Caine
- Erőszakos múlt – Josh Olson
- Büszkeség és balítélet – Deborah Moggach

### Legjobb eredeti forgatókönyv
Ütközések – Paul Haggis, Robert Moresco
- A remény bajnoka – Akiva Goldsman, Cliff Hollingsworth
- Jó estét, jó szerencsét! – George Clooney, Grant Heslov
- Hotel Ruanda – Terry George, Keir Pearson
- Mrs. Henderson bemutatja – Martin Sherman

### Legjobb hang
A nyughatatlan – Paul Massey, DM Hemphill, Peter F Kurland, Donald Sylvester
- Batman: Kezdődik! – David G Evans, Stefan Henrix, Peter Lindsay
- Az elszánt diplomata – Joakim Sundstöm, Stuart Wilson, Michael Prestwood Smith, Sven Taits
- Ütközések – Richard Van Dyke, Sandy Gendler, Adam Jenkins, Marc Fishman
- King Kong – Hammond Peek, Christopher Boyes, Mike Hopkins, Ethan Van Der Ryn

### Legjobb férfi mellékszereplő
Jake Gyllenhaal – Brokeback Mountain – Túl a barátságon
- Don Cheadle – Ütközések
- George Clooney – Jó estét, jó szerencsét!
- George Clooney – Sziriana
- Matt Dillon – Ütközések

### Legjobb női mellékszereplő
Thandiwe Newton – Ütközések
- Brenda Blethyn – Büszkeség és balítélet
- Catherine Keener – Capote
- Frances McDormand – Kőkemény Minnesota
- Michelle Williams – Brokeback Mountain – Túl a barátságon

### Legjobb vizuális effektek
King Kong – Joe Letteri, Christian Rivers, Brian Van?t Hul, Richard Taylor
- Batman: Kezdődik! – Janek Sirrs, Dan Glass, Chris Corbould, Paul Franklin
- Charlie és a csokigyár – Nick Davis, Jon Thum, Chas Jarrett, Joss Williams
- Az oroszlán, a boszorkány és a ruhásszekrény – Dean Wright, Bill Westenhofer, Jim Berney, Scott Farrar
- Harry Potter és a Tűz Serlege – Jim Mitchell, John Richardson, Tim Webber, Tim Alexander

### Legjobb animációs rövidfilm
Fallen Art
- Film Noir
- Kamiya's Correspondence
- The Mysterious Geographic Explorations Of Jasper Morello
- Rabbit

### Legjobb rövidfilm
Antonio's Breakfast
- Call Register
- Heavy Metal Drummer
- Heydar, An Afghan In Tehran
- Lucky

### Kiemelkedő debütálás brit rendező, író vagy producer részéről
Joe Wright - Büszkeség és balítélet (rendező)
- David Belton - A kutyákat lelövik, ugye? (producer)
- Peter Fudakowski - Tsotsi (producer)
- Annie Griffin - Festival (rendező, író)
- Richard Hawkins - Everything (rendező)

### Orange Rising Star-díj
James McAvoy
- Gael García Bernal
- Chiwetel Ejiofor
- Rachel McAdams
- Ben Whishaw

### Kiemelkedő brit hozzájárulás a mozifilmekhez
Robert Finch és Billy Merrell